# Rudy Gay
Rudy Carlton Gay, Jr. (Baltimore, Maryland, 17. kolovoza 1986.) američki je profesionalni košarkaš. Igra na poziciji niskog krila, a trenutačno je član NBA momčadi San Antonio Spursa. Izabran je u 1. krugu (8. ukupno) NBA drafta 2006. od strane Houston Rocketsa, ali je u razmjeni igrača postao članom Memphis Grizzliesa. 

## Karijera

### Rani život
Rudy Gay rođen je u Baltimoreu, država Maryland. Prve dvije srednjoškolske sezone proveo je u "Eastern Technical High School", a u trećoj godini odlazi u srednju školu "Spalding". Tijekom te godine zapazili su ga lokalni novinari koji su ga smjestili u najbolji sastav grada. Kao senior je u prosjeku bilježio sjajnih 21 poen, devet skokova, četiri blokade i dvije osvojene lopte, a u dvije sezone s momčadi postao je najbolji bloker i treći skakač u povijesti škole. Sjajne brojke donijele su mu mnogo individualnih nagrada, a u mnoštvu izbora bio je u najboljoj petorci srednjoškolaca. Što se tiče njegovih internacionalnih nastupa, Gay je igrao na Nike Hoops Summitu 2004., na kojemu je zabio 14 poena.

### Sveučilište
Usprkos zagarantiranom mjestu u prvom krugu drafta, Gay odlučio se za postupan napredak i odlazak u Connecticut Huskiese. Kao freshman odigrao je solidnu sezonu: 12 poena, pet skokova i dvije blokade što je velika stvar s obzirom na to da je igrao na velikom sveučilištu. Zbog toga je zaslužio naslov najboljeg rookiea Big East konferencije, po Sporting Newsu bio je najbolji freshman, a u brojnim drugim izborima svrstavan je u najbolju petorku freshmana.
Kao igrač druge godine, Gay je prosječno u 33 minute upisivao je 15 poena, šest skokova te po dvije krađe i blokade u prosjeku, čime je zaslužio izbor u prvu All-American momčad. Huskiesi su regularni dio sezone završili na prvom mjestu s učinkom 30-3, ali su u četvrtfinalu izgubili od George Masona, usprkos 20 poena i šest skokova Rudya Gaya. U svojoj drugoj sezoni je pokazao previše oscilacija u igri, što je odbilo NBA momčadi od razmišljanja o Gayu kao prvom izboru drafta.
Jedan od primjera koji ocrtavaju taj problem su dvije utakmice sa samog početka sezone: protiv Arkansasa je postigao 28 poena uz četiri osvojene lopte i pregršt pogođenih šuteva, da bi se dan kasnije protiv Arizone osramotio sa šest poena i pet izgubljenih lopti sa šutom 2/10. 

### NBA

#### NBA draft
Izabran je kao 8. izbor NBA drafta 2006. od strane Houston Rocketsa. Gay je bio razočaran niskom pozicijom na draftu, nego što je očekivao. Usprkos niskoj poziciji na draftu, mnoge su momčadi htjele vidjeti Gaya u svojim redovima. Gay je u razmjeni igrača zajedno s Stromileom Swiftom zamijenjen u Memphis Grizzliese, dok su Rocketsi dobili Shanea Battiera. 

#### Memphis Grizzlies
Gay je u rookie sezoni u prosjeku postizao 10.8 poena, 5.5 skokova i 1.3 asistencije, ali Grizzliesi su ostvarili samo 22 pobjede i ostali bez doigravanja. U svojoj drugoj sezoni, Gay je nakon odlaska Pau Gasola u Los Angeles Lakerse postao vodećim strijelcem svoje momčadi. U prosjeku je postizao 20.1 poena, 6.2 skoka i 2.0 asistencije, ali opet su Grizzliesi ostvarili samo 22 pobjede u sezoni.  

## NBA ststistika

#### Regularni dio
| Godina    | Klub    | Odig. uta. | Uta. poč. | Min. | 2P%  | 3P%  | Sl. bac.% | Skok. | Asist. | Ukr. lop. | Blok. | Poena |
| --------- | ------- | ---------- | --------- | ---- | ---- | ---- | --------- | ----- | ------ | --------- | ----- | ----- |
| 2006./07. | Memphis | 78         | 43        | 27.0 | .422 | .364 | .727      | 4.5   | 1.3    | .9        | .9    | 10.8  |
| 2007./08. | Memphis | 81         | 81        | 37.0 | .461 | .346 | .785      | 6.2   | 2.0    | 1.4       | 1.0   | 20.1  |
| 2008./09. | Memphis | 79         | 78        | 37.3 | .453 | .351 | .767      | 5.5   | 1.7    | 1.2       | .8    | 18.9  |
| Ukupno    |         | 238        | 202       | 33.8 | .450 | .351 | .764      | 5.4   | 1.7    | 1.2       | .8    | 16.7  |

## Vanjske poveznice
- Službena stranica  Arhivirana inačica izvorne stranice od 6. kolovoza 2010. (Wayback Machine)
- Profil na NBA.com
- Profil  Arhivirana inačica izvorne stranice od 21. travnja 2009. (Wayback Machine) na Basketball-Reference.com
- USA Basketball profile  Arhivirana inačica izvorne stranice od 18. studenoga 2007. (Wayback Machine)
- Profil na ESPN.com
- Profil na UConnhuskies.com